# Jhey Castles
J. Jhey Castles (* 25. Juni 1979) ist eine US-amerikanische Schauspielerin.

## Leben
Castles debütierte 2006 in einer Nebenrolle im Spielfilm The Visitation. 2012 war sie in insgesamt vier Episoden der Fernsehserie Behind the Scenes in der Rolle der Johnnie Durwood zu sehen. Sie verkörperte die weibliche Hauptrolle in den B-Movies Apocalypse Pompeii im Jahr 2014 und in San Andreas Quake – Los Angeles am Abgrund im Jahr 2015. Im selben Jahr verkörperte sie außerdem die Rolle der Vanessa Reed in der Fernsehserie Dream Streets. 2016 stellte sie in vier Episoden der Mini-Serie #Final60 die Rolle der Valerie Tennant dar. Außerdem hatte sie Episodenrollen in den Fernsehserien Navy CIS, Criminal Minds, General Hospital und Magnum P.I. 2018 übernahm sie die weibliche Hauptrolle im Katastrophenfilm End of the World – Gefahr aus dem All.

## Filmografie (Auswahl)
- 2006: The Visitation
- 2009: Bringing Up Bobby
- 2009: Death Rattle: Crystal Ice
- 2010: Lullabies (Kurzfilm)
- 2011: The Other Astronaut (Kurzfilm)
- 2012: Behind the Scenes (Fernsehserie, 4 Episoden)
- 2013: Close and Go: Spiritual Freedom Through Dance (Kurzfilm)
- 2014: Apocalypse Pompeii
- 2014: Disney Magic of Healthy Living (Fernsehserie)
- 2015: Hänsel vs. Gretel (Hansel vs Gretel)
- 2015: San Andreas Quake – Los Angeles am Abgrund (San Andreas Quake)
- 2015: Lady Spaceman (Kurzfilm)
- 2015: Dream Streets (Fernsehserie, 8 Episoden)
- 2016: Kung-Fu Naked Robot: DIY Guide to Valentine's Day Revenge (Kurzfilm)
- 2016: #Final60 (Miniserie, 4 Episoden)
- 2017: Navy CIS (NCIS, Fernsehserie, Episode 14x12)
- 2017: Jurassic School
- 2017: Criminal Minds (Fernsehserie, Episode 12x17)
- 2017: General Hospital (Fernsehserie, Episode 1x13926)
- 2018: End of the World – Gefahr aus dem All (End of the World)
- 2019: Am I a Serial Killer?
- 2020: The World As She Knows It (Kurzfilm)
- 2020: Die Pom Pom Morde (Ruthless Renegade, Fernsehfilm)
- 2021: Magnum P.I. (Fernsehserie, Episode 3x09)
- 2021: Recipe for Abduction
- 2022: My Best Friend’s Secret
- 2022: Sinister Stepsister (Fernsehfilm)
- 2022: Titanic 666
- 2022: Zwei Tickets ins Paradies (Two Tickets to Paradise, Fernsehfilm)
- 2022: Stealing in Suburbia (Fernsehfilm)
- 2022: Battle for Pandora
- 2022: 2025 Armageddon – Willkommen im Multiversum (2025 Armageddon)
- 2023: Liebe auf den ersten Klick (Love at First Like, Fernsehfilm)
- 2023: You Can’t Escape Me (Fernsehfilm)
- 2023: Schatten der Leidenschaft (The Young and the Restless, Fernsehserie, 2 Episoden)
- 2023: Twisted Sister (Fernsehfilm)
- 2023: Navy CIS: L.A. (Fernsehserie, Episode 14×17)
- 2023: Blind Waters
- 2023: Invaders from Proxima B